# John Hollis
John Hollis (ur. 12 listopada 1927 w Fulham, zm. 18 października 2005 w Londynie) – brytyjski aktor filmowy i telewizyjny.

## Życiorys
Urodził się jako Bertie Wyn Hollis w londyńskiej dzielnicy Fulham. Jako aktor od późnych lat 50. XX wieku regularnie grywał w różnych serialach brytyjskiej telewizji, w tym w dwóch odcinkach serialu kryminalnego z lat 1962–1969 Święty z Rogerem Moore’em w roli tytułowej. W 1967 zagrał drugoplanową, niewymienioną w czołówce, rolę w „nieoficjalnej” parodii Jamesa Bonda Casino Royale. W latach 70. występował w filmach science fiction u boku m.in. Maxa von Sydowa czy Marlona Brando. Na początku lat 80. zagrał Lobota w piątej części Gwiezdnych wojen i niewymienionego w czołówce Ernsta Stavro Blofelda w bondowskim Tylko dla twoich oczu.
Był dwukrotnie żonaty, jego córka również została aktorką. Zmarł w wieku 77 lat w rodzinnym Londynie.

## Filmografia (wybór)
- 1967: Casino Royale jako Monk (niewymieniony w czołówce)
- 1967: Parszywa dwunastka jako Niemiecki portier (niewymieniony w czołówce)
- 1975: Przygody najsprytniejszego z braci Holmesów jako Rewolwerowiec Moriarty’ego
- 1978: Superman jako Czwarty Starszy
- 1980: Superman II jako Starszy z Kryptona
- 1980: Flash Gordon jako Obserwator Klytusa nr 2
- 1980: Gwiezdne wojny: część V – Imperium kontratakuje jako Lobot
- 1981: Tylko dla twoich oczu jako Ernst Stavro Blofeld (niewymieniony w czołówce)
- 1987: Superman IV jako Rosyjski generał 3 (Kremlin)